# Robert Wynne-Simmons
Robert Anthony Wynne-Simmons (nascut el 18 d'agost de 1947) és un compositor, director de cinema i guionista britànic.

## Primera vida i educació
Wynne-Simmons va començar a fer pel·lícules i escriure obres de teatre, poesia i música mentre encara era a l'escola. Va assistir al Lancing College a Sussex, Anglaterra.
El 1966, va assistir a Peterhouse (Cambridge), on va rebre un M.A. en literatura anglesa. La universitat va finançar la realització de The Judgment of Albion, una pel·lícula basada en els escrits profètics de William Blake, amb la veu d'Anthony Quayle i Donald Sinden. Ara n'hi ha una còpia al British Film Institute.

## Carrera i obres escrites
El 1970, va escriure el guió de The Blood on Satan's Claw. (Dirigida per Piers Haggard)
Posteriorment va treballar per a la BBC com a editor de pel·lícules, i es va graduar de la NFTS a Beaconsfield (1975). El 1978, va treballar per a Raidió Teilifís Éireann a Dublín, on va dirigir Double Piquet, el 1979.
El 1981–2, va escriure i dirigir The Outcasts. The actor Cyril Cusack appeared in both. També a The Outcasts hi eren Mick Lally i Mary Ryan, que va guanyar el premi a la millor actriu al Festival de San Remo el 1984, on la pel·lícula va guanyar el millor llargmetratge. La pel·lícula també va guanyar premis al festival de cinema d'Oporto, Festival de cinema fantàstic de Brussel·les, i a Ginebra.
Després d'un breu període dirigint per The Book Tower, una sèrie de televisió infantil realitzada per Yorkshire Television, va tornar a Irlanda per dirigir i escriure per al grup. dels drames de televisió coneguts com When Reason Sleeps, realitzats per Strongbow Productions, Raidió Teilifís Éireann i Channel 4. El 1992, el seu curtmetratge Scherzo es va mostrar a la Biennal de Venècia, el Festival Internacional de Cinema de Chicago i el Festival de San Francisco, on va rebre quatre estrelles.
El 2006, va tornar com a escriptor als escenaris, amb The Deluge, una obra basada en els contes de Karen Blixen, que va dirigir al festival d'Edimburg aquell any amb Susannah York al paper principal.ent, 14 d'agost de 2006, ressenyes del festival d'Edimburg< /ref> El 2007, el seu monòleg "Kurtz" es va representar amb "The Deluge" al New End Theatre, Hampstead.

## Vida personal
Wynne-Simmons viu i treballa a Oppenheim, Alemanya.

## Refer`rncies
1. ↑  Murphy, Robert. Directors in British and Irish Cinema: A Reference Companion, 2006. ISBN 1841503126.
2. ↑  Evening Argus Friday 12 July 1963
3. ↑  Daily Sketch 3 July 1963
4. ↑  Wynne-Simmons, Robert. «Judgment of Albion». www.bfi.org.uk.   British Film Institute.
5. ↑  Chibnall, Steve. British Horror Cinema.  Routledge, 2002, p. 215. ISBN 9780415230049.
6. ↑  London 1980 Film Market Programme "The Slice/Double Piquet"
7. ↑  The Guardian 6 October 1984, highlights of next week's TV (Wednesday)
8. ↑   Films and Filming - issues 364-366,368-375, p. 41.
9. ↑  «The Outcasts» (en anglès). Time Out London. [Consulta: 13 abril 2018].
10. ↑  Image Magazine "Cyril Cusack's Diary" February 1982
11. ↑  The Irish Times, 2 July 1982 "Filming a Folk Tale"
12. ↑  Barton, Ruth. Irish National Cinema, 2004, p. 101. ISBN 0415278945.
13. ↑  XXVII Mostra Internazionale dei Film D'Autore 29 Marzo al 4 Aprile 1984, Programma dei Film
14. ↑  La Rivista di Bergamo, Agosto-Settembre 1984
15. ↑  Fantasporto del 3 al 12 de febrer de 1984, Premio Especial Fantasporto, Premio da Critica Internacional
16. ↑  Screen International 19 de novembre de 1983 "LFF Screening for el guardonat 'Outcasts'"
17. ↑  TV Times el 23 de gener de 1985
18. ↑  London Daily News, Saturday 9 May 1987 "Exploring the Dark Side of the Mind" Julian Cole
19. ↑  Gifford, Denis. British Film Catalogue: Two Volume Set, 2016. ISBN 978-1317740629.
20. ↑  The Times (First Night, Times2) 10 August 2006, Edinburgh Festival Reviews
21. ↑  The Independent, 14 August 2006, Edinburgh Festival Reviews
22. ↑  Camden New Journal 27 de setembre de 2007
23. ↑   «In Oppenheim Lebender Britischer Komponist». , 15-04-2017.